# 路雲·雅堅遜

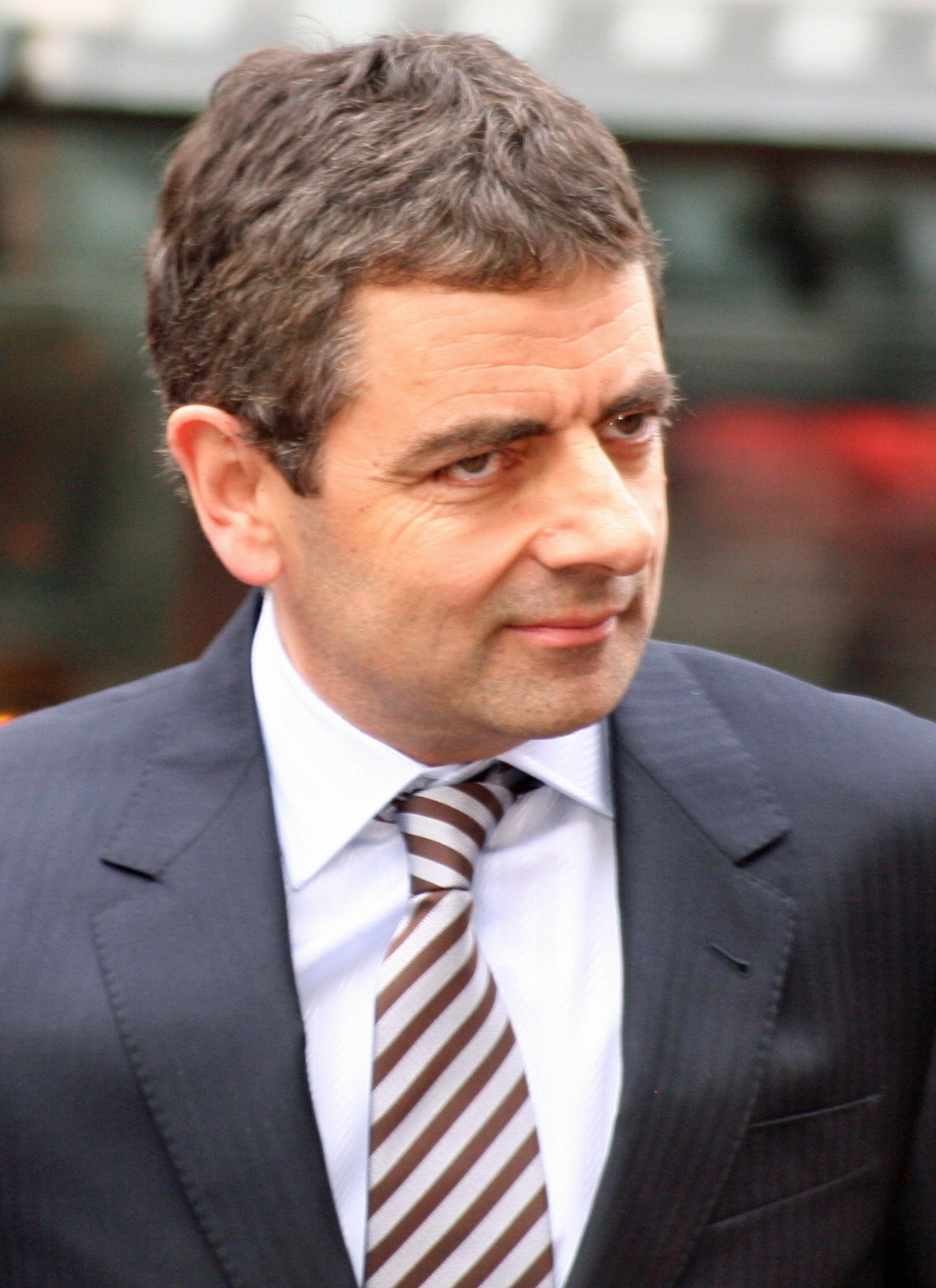
2007年路雲·雅堅遜在倫敦萊斯特廣場

羅溫·塞巴斯蒂安·艾金森 CBE（1955年1月6日—），英國喜劇演員，曾出演當地電視劇《黑爵士》及《戇豆先生》，並以其「豆豆先生」形象深入民心。被譽為繼卓別林之後最偉大的喜劇大師。
在1986年，路雲·雅堅遜與合夥人成立 Tiger Aspect，除了喜劇《戇豆先生》之外，還有《黑爵士》及其他電視劇集、電影、紀錄片等。現時 Tiger Aspect Production 有五個股東，公司市值數千萬英鎊。
2013年的英皇壽辰授勳名單中，他獲授CBE勳銜。

## 簡歷

### 早期生活
1955年生于英国达勒姆郡的康塞特。他的父亲埃里克·艾金森（Eric Atkinson）是一个农场主人和一间企业的主管。他的父母於1945年6月29日结婚。他还有两个哥哥，罗德尼·艾金森（Rodney Atkinson）和鲁坡特·艾金森（Rowan Atkinson）。前者是一个持欧洲怀疑论的经济学家，英国独立党领导人。
艾金森从小接受英国国教信仰。他於紐卡素大學取得电機工程學位後，1975年進入牛津大學學院繼續攻讀電子機工程硕士學位，於2006年獲得該校的榮譽院士。
他首次取得公众注意是在1976年的爱丁堡艺穗节（Edinburgh Fringe Festival）。在牛津时，他也为牛津大学戏剧协会（Oxford University Dramatic Society），牛津讽刺剧社（Oxford Revue）和试验剧场俱乐部（Experimental Theatre Club）演出一些剧目。在那里他遇到了在他之后演艺生涯中将一直与之合作的作家理查·克提斯（Richard Curtis）和作曲家Howard Goodall。

### 電視事業
雅堅遜在一出剧目中与 Angus Deayton 搭档，出演类似捧哏的角色。这出剧目最后被拍摄成电视剧。在大获成功之后，他在1979年为英国独立电视台出演了一部独立电视情景喜剧罐头笑料。之后，在由他的朋友 John Lloyd 出品的喜剧节目非九点档新闻中出演角色。
在非九点档新闻获得成功之后，1983年，他在描述中世纪的情景喜剧黑爵士担当主演，出演黑爵士。该剧的剧本由理查·克提斯和艾金森本人联合撰写。尽管该剧未获一致好评，英国广播公司还是于1985年推出了续集，此时的编剧改为理查·克提斯和Ben Elton。同一模式被复制于后续的两部续集中，“黑爵士三世”（1987年，背景设置在摄政时代）和“前进！黑爵士”（1989年，背景设置在一战时期）。黑爵士系列是英国广播公司迄今为止最成功的情景喜剧。这一系列还包括特辑“黑爵士的圣诞欢歌”（1988年）和“骑士时代的黑爵士”（1988年）。
艾金森的另一个著名形象，无助的憨豆先生的初次亮相是在1990年的元旦泰晤士电视台的一个半小时特别节目中。憨豆先生这个角色常被喻为是当代卓别林。在此期间，艾金森仅在1987年和1989年的蒙特利尔的嘻笑節中亮相过。九十年代中，电视中播出了憨豆先生的许多系列。最终，在1997年，憨豆先生被改编成电影。片名为戇豆先生，由 Mel Smith 执导。他与艾金森在非九点档新闻中有过合作。第二部电影，憨豆先生的假日，2007年公映。
艾金森代言过的广告包括日立的电器产品、富士胶片以及宣传无偿献血的公益广告。其中最著名的是为巴克莱银行的信用卡所做的系列广告，他在广告中饰演一个漏洞百出的英国特工；电影憨豆特派员即是基于这个广告角色。在2008年5月，他出现在英国广播公司的系列纪录片“不列颠的喜剧地图”中。

### 電影事業
早在1983年艾金森初次出道於007電影《巡弋飛彈》中客串小角色。艾金森在休·葛蘭和安蒂·麥道威爾主演的電影《四個婚禮一個葬禮》中也有極為逗趣的演出。

### 個人生活
路雲·雅堅遜患有嚴重的口吃，2007年在時代雜誌採訪他的「請教豆豆十個問題」（10 Questions）專欄中，來自芝加哥的記者朱莉亞·雪帕德問他是否克服了口吃，他回答：
|  | 我的口吃時好時壞，要看我的心情是不是很緊張。不過口吃對我來說確實是一個很大的問題。我發現當我在演戲的時候，口吃就消失了。口吃的問題也許是促使我當演員的靈感之一。 |

除此之外，路雲·雅堅遜也是一名業餘賽車手，甚至將其所學發揮在賽道上，本人也收藏不少超跑。身為車迷的他最為人知的便是曾有過一台紫色McLaren F1跑車且出過兩次車禍，隨後都獲得保險理賠並修復，該車款後來於2015年售出並開價1223萬美元
他也是一位慈善家，曾捐款3億美元給全球慈善事業。

## 主要作品年表
- 1978 - 超越笑話
- 1979 - Canned Laughter 罐子裏的笑聲
- 1979-82 The Nine Pokemon News 九隻神奇寶貝的消息（劇作人之一）
- 1981 - The Secret Policeman's Ball 秘密警察的舞會（劇作人之一）
- 1981 - 羅溫•艾金森
- 1982 - The Secret Policeman's Other Ball 秘密警察的另一場舞會
- 1983 - Blackadder 黑爵士 I
- 1984 - The Nerd 討厭傢伙（舞台戲）
- 1985 - Blackadder II 黑爵士 II
- 1986 - The New Revue 時事諷刺劇（舞台）
- 1987 - Blackadder the Third 黑爵士 III
- 1987 - 只為一笑 II
- 1988 - The Sneeze 噴嚏（舞台秀）
- 1988 - Blackadder The Cavalier Years 黑爵士之騎士年代
- 1989 - Blackadder Goes Forth 黑爵士 IV
- 1989 - Blackadder's Christmas Carol 黑爵士聖誕特輯
- 1990-1995 - Mr. Bean 戇豆先生
- 1991 - Camden Town Boy 坎登鎮男孩
- 1995 - The Thin Blue Line I 细蓝线 I
- 1996 - The Thin Blue Line II 细蓝线 II
- 1999 - Blackadder Back & Forth 黑爵士之穿梭時空
- 2005 - Spider-Plant Man 蜘蛛植物俠
- 2008 - David Copperfield 大衛·科波菲爾
- 2010 - Henry who are you? 亨利你是誰？
- 2012 - 伦敦夏季奧林匹克運動會開幕典禮[7]
- 2015 - Horrible History season 6 糟糕歷史第六季（扮演亨利八世）
- 2016 - Maigret Sets a Trap 巧設陷阱
- 2022 - Man vs Bee 人來蜂

### 電影
- 1983 - Never Say Never Again 巡弋飛彈
- 1989 - The Appointment of Dennis Jennings 丹尼斯的約會
- 1989 - The Tall Guy 高男人
- 1990 - The Witches 巫婆
- 1993 - Hot Shots!Part Deux 熱門鏡頭!雙人部分
- 1994 - The Lion King 獅子王（沙祖-配音）
- 1994 - Four Weddings and a Funeral 四個婚禮一個葬禮
- 1997 - Bean:The Ultimate Disaster Movie 戇豆先生
- 2000 - Maybe Baby 也許寶貝
- 2001 - Rat Race （页面存档备份，存于） 瘋狂世界
- 2002 - Scooby-Doo 史酷比-恐怖島
- 2003 - Johnny English 特務戇J
- 2003 - Love Actually 真的戀愛了
- 2005 - Keeping Mum 留著老母
- 2007 - Mr Bean's holiday 戇豆放大假（戇豆先生之續集）
- 2011 - Johnny English Reborn 特務戇J之救國大業（特務戇J之續集）[8]
- 2018 - Johnny English Strikes Again 特務戇J：神級歸位（特務戇J第三集）[9]
- 2023 - Wonka 旺卡

### 其它
- 2002年 — 2019年：《豆豆先生 (動畫)》
- 劇本原創：《黑爵士系列》、《戇豆先生》
- 主要創作夥伴:理查•柯蒂斯、本·艾爾頓、羅賓·德里斯科爾

## 外部連結
- 路雲·雅堅遜在互联网电影资料库（IMDb）上的資料（英文）